# 2010-2011年中国干旱
2010–2011年中国干旱为从2010年下半年开始持续至2011年3月初，影响中国华北、黄淮地区的干旱，是60年来最严重的旱灾，受影响地区为中国主要的小麦产区。
受影响的省份有安徽、甘肃、河南、湖北、江苏、陕西、山东、山西等，这些地区自2010年10月开始一直缺少有效降水，其中山东、河南的许多地方连续三个月滴雨未下。由于受旱地区为中国的小麦产区，旱灾使得冬小麦存在减产的危险，全国甚至全球的小麦价格因此受到了影响。。